# Collégiale de la Résurrection de Toutaïev
L'église collégiale de la Résurrection (Воскресенский собор) est une église orthodoxe de la ville de Toutaïev (ancienne Romanov-Borissoglebsk) en Russie qui domine la Volga. C'est un monument historique protégé.

## Historique et description

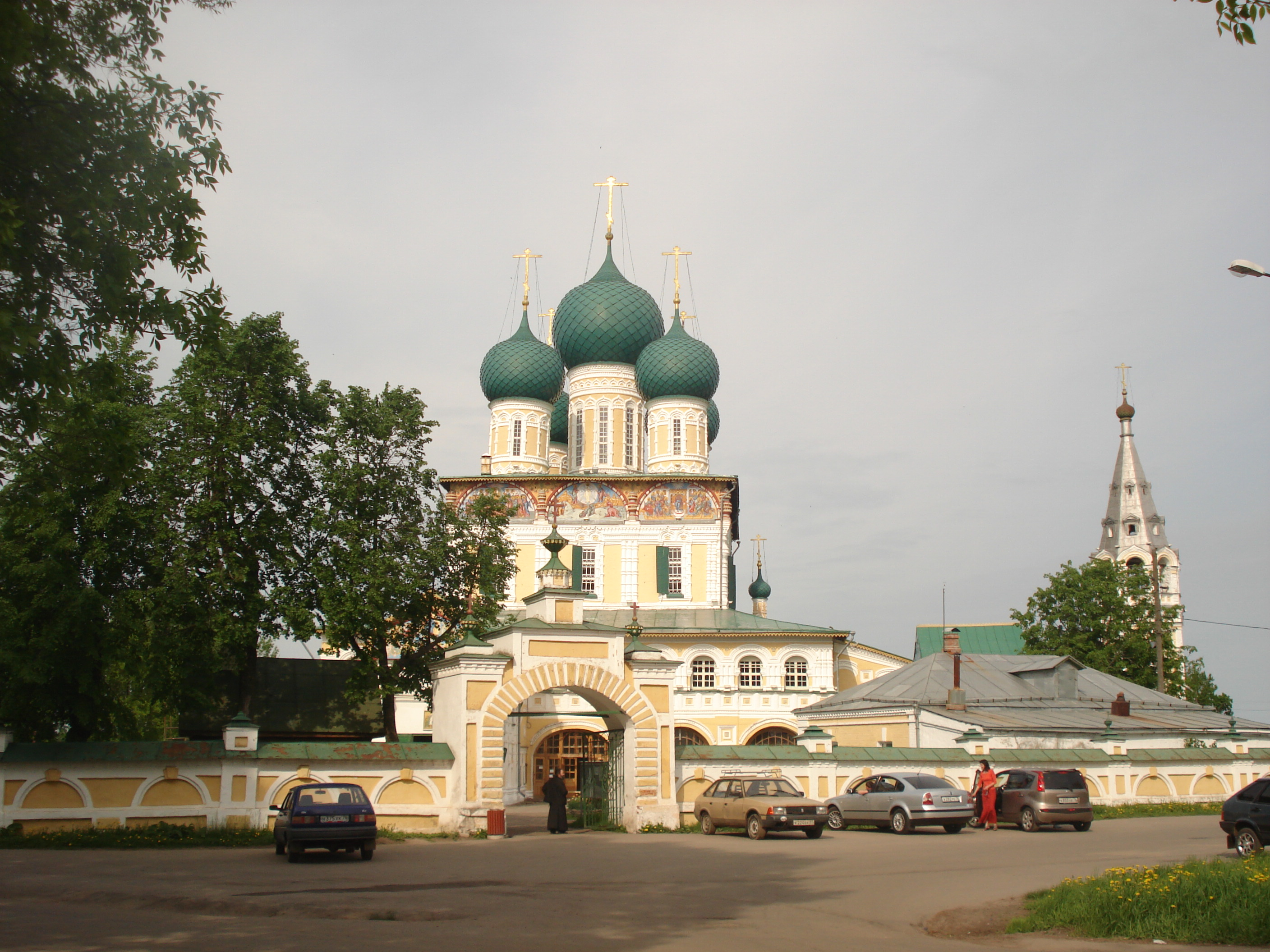
Entrée de la collégiale

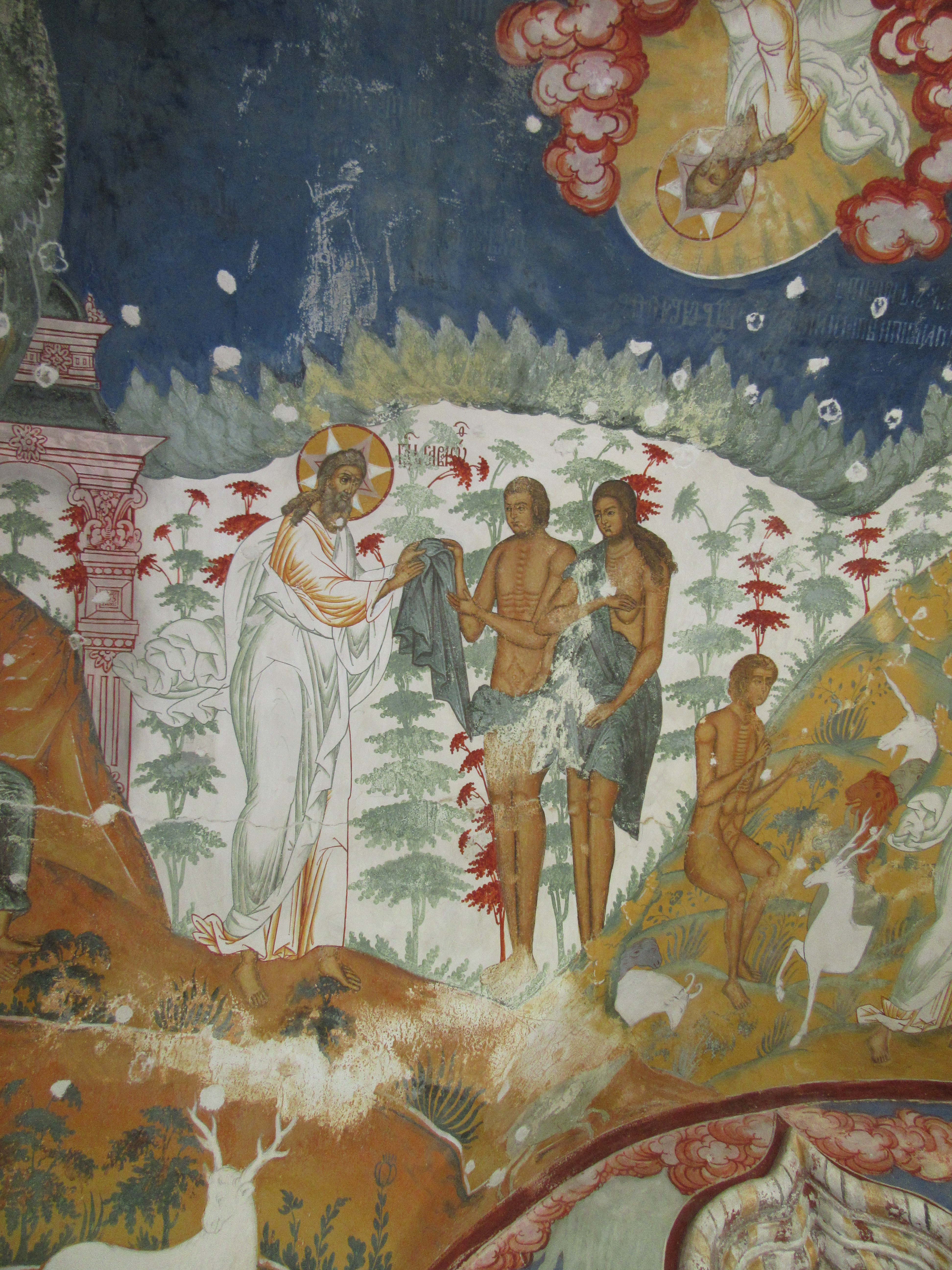
Expulsion d'Adam et Ève, fresque de la collégiale de Toutaïev

L'église est construite dans la seconde moitié du XVIIe siècle sur la rive droite de la Volga dans la partie occidentale de la ville, l'ancienne sloboda de Borissoglebsk qu'elle domine sur une colline. Les travaux durent de 1652 à 1678 et remplacent une ancienne église de bois dédiée aux saints Boris et Gleb et qui a donné le nom à la sloboda. le clocher date du XVIIIe siècle. L'église n'a pas fermé à l'époque soviétique, ce qui lui a permis de conserver son mobilier liturgique, son iconostase, ses icônes et sa décoration intérieure.
Elle est surmontée de cinq tambours surmontés chacun d'une coupole en forme de bulbe couronnée d'une croix. Elle flanquée de deux ailes. L'église inférieure est vouée à la Mère de Dieu Hodigitria. La collégiale possède deux autels annexes, celui du nord dédiée aux apôtres Pierre et Paul et celui du sud aux saints Boris et Gleb. Elle est entourée d'une galerie dont les arcs servent de fenêtres à l'église inférieure.
Du côté sud – qui donne vers la ville – et du côté ouest, l'édifice est prolongé d'une aile donnant dans la galerie. Ces ailes ne sont pas centrées, mais sont légèrement déviées vers la gauche. Les murs de l'abside du nord sont appuyés par des contreforts. La partie de l'autel principal possède trois absides hémisphériques à deux niveaux.
L'église couvre une énorme superficie. Elle présente les mêmes traits que les églises d'Iaroslavl, en plus achevé. C'est le type même de l'architecture populaire russe. La silhouette générale est simple et s'harmonise au paysage paisible des bords de la Volga. Une paperte à deux étages entoure trois côtés de l'église cubique. Trois portails à clef pendante  donnent accès à de longues galeries 
inondées de lumière et décorées de fresques à profusion . 
Les murs extérieurs sont richement décorés de fresques, de reliefs et de frises.
L'intérieur est également orné à profusion. Son iconostase de style baroque date du XVIIIe siècle. L'icône la plus fameuse est celle du Sauveur qui est représenté tenant les Écritures d'une main et bénissant de l'autre, dans le style de Denis de Glouchitsa. Elle mesure trois mètres de hauteur. Une autre au mur sud représente la Vierge orante. Une crucifixion de bois, légèrement asymétrique, est également remarquable. Le baldaquin et l'encaissement de bois avec des décorations sculptées entourant celle de saint Nicolas de Mojaïsk, datant de 1564, est un exemple unique de sculpture de bois de la Russie d'autrefois, avec ses séraphins à six ailes et son décor floral.
Sur la rive gauche de la ville de Toutaïev dans l'ancienne ville de Romanov se trouve d' autres églises : la cathédrale de l'Élévation de la Croix ; l'Église de la Transfiguration-de-Kazan.

## Source
- (ru) Cet article est partiellement ou en totalité issu de l’article de Wikipédia en russe intitulé « Воскресенский собор (Тутаев) » (voir la liste des auteurs).